# Vladimir Gruden
Vladimir Gruden (Osijek, 21. lipnja 1939. — Bjelovar, 11. siječnja 2020. ) bio je hrvatski liječnik i znanstvenik.

## Životopis

### Mladost i obrazovanje
Srednju školu završio je u Osijeku, a medicinu je diplomirao 1963. godine na Medicinskom fakultetu Sveučilišta u Zagrebu, gdje je kasnije postao stalni redovni profesor medicinske psihologije.

### Znanstveno-nastavni rad
Specijalist je za psihoterapiju. Njegov praktični rad i znanstvena istraživanja usmjereni su prema psihodinamici. Razvio je nekoliko psihoterapijskih tehnika (analitički autogeni trening, razni stupnjevi hipnoze, psihoterapija autoopservacijom, terapija agnostičkim optimizmom). Predavač je na dodiplomskom i poslijediplomskom studiju.
Grudenov znanstveno-istraživački opus vidljiv je u njegovom sudjelovanju na brojnim domaćim i inozemnim kongresima i drugim znanstvenim skupovim. Sudjelovao je u nekoliko projekata Ministarstva znanosti i Svjetske zdravstvene organizacije. Oštar je kritičar paramedicinskih pojava.
U Domovinskom je ratu sudjelovao u edukaciji onih koji su trebali pružati izravnu pomoć vojnicima, prognanicima i ranjenicima. Njegova knjiga Ožiljci na duši hrvatske prilog su psihoterapeuta u ratu. Suautor je udžbenika iz psihijatrije i psihološke medicine, mentor brojnim diplomskim radovima, magisterijima i doktoratima.
Predavač je na stručnim tečajevima organiziranim na Medicinskom fakultetu u Zagrebu, te u poslovnoj školi Experta, predsjednik Udruge za psihoterapiju Hrvatskog liječničkog zbora, prvi predsjednik Hrvatskog saveza za psihoterapiju, predsjednik Hrvatske udruge za autogeni trening,  te član mnogih nacionalnih i međunarodnih udruga.

### Kontroverze
Izjave Vladimira Grudena se često mogu naći u hrvatskim medijima kao stručna mišljenja koja su često bila kontroverzna i izazivala reakcije. Više su puta na njegovo sankcioniranje i oduzmanje licence za rad s pacijentima pozivale udruge Kontra, Iskorak, Ženska mreža i ostale, no od Komore je dobio tek ukor u slučaju u kojem je homoseksualnost poistovjećivao s neizlječivom bolešću. 
Novi zahtjev prema komori za sankcioniranje je podnesen nakon slučaja silovanja u obitelji. Jutarnji list je objavio članak o tom slučaju i zatražio stručno mišljenje od Vladimira Grudena koji je relativizirao slučaj tumačenjem prema kojem žrtve silovanja policiju zovu iz čiste dosade i razbibrige: „Ljudima kao da je ponekad dosadno u životu zbog manjka sadržaja pa si animiraju život pozivima policiji, socijalnim službama“. 
Nakon reakcije nevladinih udruga i organizacija za zaštitu ljudskih prava Grudenova izjava je izbrisana.

## Djela
Izbor  iz djela Vladimira Grudena:
- Osnovne vježbe autogenog treninga (1980.)[4]
- Vježbom do sreće: autogeni trening (1985.)[5]
- Budućnost je u nama (1987.)[6]
- Srećom do uspjeha ili Veliki igrač (1987.)[7]
- Uspjehom do istine: sloboda kao ljubav (1990.)[8]
- Dijete, škola, roditelj (1992.)[9]
- Istina je u prirodi (1992.)[10]
- Psihoterapija (1992.)[11]
- Psihomenadžment (1994.)[12]
- Ožiljci na duši Hrvatske (1996.)[13]
- Obitelj za obitelj (1997.)[14]
- Primijenjena psihoterapija (2006.)[15]

## Vanjske poveznice
Mrežna mjesta
- Vladimir Gruden, osobne stranice Vladimira Grudena
- Dr. Gruden: Moramo imati ideale i vjerovati u sebe, Glas Istre, 2012.
- Vladimir Gruden, Sreća, zdravlje, vjerovanje..., Nova prisutnost 2/2003., Hrčak
- Vladimir Gruden, Mir i suživot u okvirima Crkve, Bogoslovska smotra 3-4/1994., Hrčak
- Vladimir Gruden, Sposobnost za suživot prognanih povratnika, Migracijske i etničke teme 3-4/1992., Hrčak